# Spilosoma burmanica
Spilosoma burmanica är en fjärilsart som beskrevs av Rothschild 1910. Spilosoma burmanica ingår i släktet Spilosoma och familjen björnspinnare. Inga underarter finns listade i Catalogue of Life.